# Sawashfan

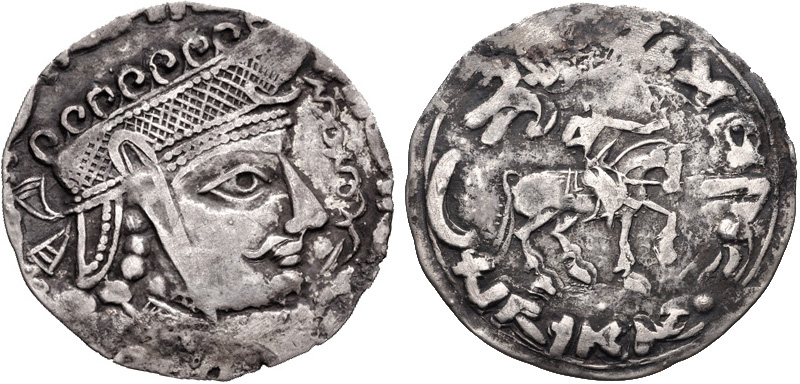
Moneda de Sawashfan

Sawashfan (fallecido en el siglo VIII) fue el gobernante de la dinastía Afrighid de Khwarezm durante el siglo VIII. Él era el hijo y sucesor de Askajamuk II.
Es uno de los pocos gobernantes Afrighid cuyas monedas han sido identificadas. La moneda muestra un busto de Sawashfan a la izquierda, mientras que lo muestra a caballo a la derecha. Sawashfan es conocido en fuentes chinas como Shao-she-fien, donde se dice que en 751 solicitó ayuda de la dinastía Tang. Sawashfan fue sucedido luego por su nieto Azkajwar-Abdallah.